# Menhirs de Mezdoun
Les menhirs de Mezdoun sont un groupe de deux menhirs situés sur la commune de Porspoder, dans le département du Finistère en France.

## Historique
Ils sont classés au titre des monuments historiques par arrêté du 27 décembre 1923.

## Description
Les deux menhirs sont en granite de l'Aber-Ildut. Le menhir occidental mesure 4,12 m de hauteur pour une largeur à la base de 1,48 m et une épaisseur de 0,91 m. Sa face nord est concave et sa face sud a été régularisée par bouchardage. Le menhir oriental mesure 3,80 m de hauteur pour une largeur de 2,10 m et une épaisseur de 1,24 m. Son sommet est brisé et sa surface est irrégulière . 

## Légendes et traditions
Les menhirs auraient été transportées par des « bonnes femmes » (c'est-à-dire des fées) dans leur tablier. Selon une autre tradition, le menhir occidental aurait été lancé par le Diable et le menhir oriental par Saint Ourzal qui se battaient entre eux.

## Annexe